# Gudrun Pflüger
Pour les articles homonymes, voir Pflüger.
Gudrun Pflüger, née le 18 août 1972 à Graz et morte le 17 août 2023 à Radstadt, est une fondeuse et coureuse de fond autrichienne spécialisée en course en montagne. Elle est quadruple championne du monde de course en montagne. Elle est également biologiste spécialisée dans l'étude et la protection des loups.

## Biographie

### Carrière sportive
Elle grandit à Radstadt et apprend le ski de fond avec son père. Douée dans cette discipline, elle décroche son premier titre national en 1992.
Elle crée la sensation au Trophée mondial de course en montagne 1992 lorsqu'elle s'impose avec près d'une minute trente sur l'Anglaise Sarah Rowell. Elle décroche par la même occasion la médaille d'or par équipes avec Sabine Stelzmüller et Elisabeth Rust.
Elle confirme ensuite en décrochant la médaille d'argent en 1993, puis trois autres titres en 1994, 1995 et 1996. Elle devient championne d'Autriche de course en montagne en 1995 et 1996.
Elle termine ses études de biologie en 1997 et prend part au Trophée européen à Ebensee la veille de ses examens. Peu concentrée, elle termine cinquième.
Elle s'illustre également en cross-country au niveau national où elle remporte quatre titres en 1994, 1995, 1997 et 1999.
Elle prend part aux championnats du monde de ski nordique en 1993 et 1995. Elle obtient son meilleur résultat cette seconde fois avec une 21e place sur le 30 km libre. A cette occassion, elle découvre le Canada dont elle tombe amoureuse.
Elle connaît plus de succès sur les courses longue distance. Elle remporte cinq victoires en Worldloppet et remporte la saison 1996-97.
En 1999, elle remporte également le titre national de semi-marathon à Vienne. Fatiguée des compétitions et éprouvée par la mort de son père, elle n'a plus la motivation de continuer à faire du sport à haut niveau et décide d'arrêter la compétition.

### Protection des loups
En 2001, elle déménage en Colombie-Britannique afin d'étudier les loups,.
En 2005, elle tourne un reportage avec la ZDF et passe une nuit avec une meute de loups sauvages. Peu après, elle souffre de violents maux de tête. Le 15 octobre 2005, elle est diagnostiquée d'une tumeur cérébrale. Elle est opérée et suit un traitement pendant trois ans. Elle profite de cette période pour écrire son livre autobiographique Wolfspirit,.
Elle rentre en Autriche en 2009 puis tourne un autre documentaire avec ORF, Allein unter Wölfen. Elle s'engage pour la protection des loups et prend part au projet Alpenexpedition entre 2010 et 2012 avec Peter Sürth, dont le but est de mettre en pratique la gestion cynégétique dont notamment la protection des prédateurs dans les Alpes.

### Mort
En 2022, son cancer s'aggrave à nouveau et elle y succombe le  17 août 2023 la veille de ses 51 ans.

## Palmarès en ski de fond
- 1re Worldloppet 1996-97
- 1re König-Ludwig-Lauf 1996
- 1re Gatineau Loppet 1996
- 1re American Birkebeiner 1996, 1997
- 1re Tartu Maraton 1997
- 2e Transjurassienne 1997
- 2e Gatineau Loppet 1998

Douze titres nationaux entre 1992 et 1997 (9 en individuel, 3 en relai)

## Palmarès en athlétisme

### Course en montagne
| no  | féminin            | Course                                        | Longueur | Départ             | Temps           |
| --- | ------------------ | --------------------------------------------- | -------- | ------------------ | --------------- |
|     | Médaille d'or      | Course de montagne du Kitzbüheler Horn        | 12,9 km  | 30 août 1992       | 1 h 13 min 2 s  |
| 1re | Médaille d'or      | Trophée mondial de course en montagne         | 7,44 km  | 30 août 1992       | 39 min 16 s     |
|     | Médaille d'argent  | Course de montagne du Hochfelln               | 8,9 km   | 27 septembre 1992  | 51 min 6 s      |
|     | Médaille d'argent  | Course de montagne du Kitzbüheler Horn        | 12,9 km  | 22 août 1993       | 1 h 13 min 26 s |
| 2e  | Médaille d'argent  | Trophée mondial de course en montagne         | 7,94 km  | 5 septembre 1993   | 36 min 45 s     |
|     | Médaille d'or      | Course de Schlickeralm                        | 11,2 km  | 1994               | 1 h 6 min 3 s   |
| 1re | Médaille d'or      | Trophée mondial de course en montagne         | 7,34 km  | 4 septembre 1994   | 39 min 30 s     |
|     | Médaille d'or      | Championnats d'Autriche de course en montagne | 5,3 km   | 11 juin 1995       | 39 min 28 s     |
|     | Médaille d'or      | Course de Schlickeralm                        | 11,2 km  | 13 août 1995       | 1 h 14 min 17 s |
| 1re | Médaille d'or      | Challenge Stellina                            | 8,1 km   | 20 août 1995       | 50 min 8 s      |
|     | Médaille d'or      | Course de montagne du Kitzbüheler Horn        | 12,9 km  | 27 août 1995       | 1 h 11 min 45 s |
| 1re | Médaille d'or      | Trophée mondial de course en montagne         | 7,85 km  | 10 septembre 1995  | 37 min 0 s      |
|     | Médaille d'or      | Championnats d'Autriche de course en montagne | 14,5 km  | 2 juin 1996        | 1 h 13 min 1 s  |
| 1re | Médaille d'or      | Challenge Stellina                            | 8,1 km   | 18 août 1996       | 47 min 55 s     |
| 1re | Médaille d'or      | Trophée mondial de course en montagne         | 7,25 km  | 1er septembre 1996 | 40 min 56 s     |
| 5e  | 5e                 | Trophée européen de course en montagne        | 7 km     | 6 juillet 1997     | 51 min 21 s     |
|     | Médaille de bronze | Course de montagne du Danis                   | 10,4 km  | 13 juillet 1997    | 50 min 13 s     |

### Route/cross
| Année | Compétition                              | Lieu               | Place | Épreuve       | Performance     |
| ----- | ---------------------------------------- | ------------------ | ----- | ------------- | --------------- |
| 1994  | Championnats d'Autriche de cross-country | Klagenfurt         | 1re   | Cross-country | 16 min 48 s     |
| 1996  | Championnats d'Autriche de cross-country | Bad Kleinkirchheim | 1re   | Cross-country | 18 min 2 s      |
| 1997  | Championnats d'Autriche de cross-country | Dornbirn           | 1re   | Cross-country | 21 min 3 s      |
| 1998  | Semi-marathon de Salzbourg               | Salzbourg          | 1re   | Semi-marathon | 1 h 20 min 6 s  |
| 1999  | Championnats d'Autriche de cross-country | Itter              | 1re   | Cross-country | 25 min 12 s     |
| 1999  | Semi-marathon de Vienne                  | Vienne             | 2e    | Semi-marathon | 1 h 16 min 45 s |
| 2000  | Semi-marathon de Salzbourg               | Salzbourg          | 3e    | Semi-marathon | 1 h 19 min 38 s |

## Records
| Épreuve       | Performance     | Date          | Lieu   |
| ------------- | --------------- | ------------- | ------ |
| Semi-marathon | 1 h 16 min 45 s | 25 avril 1999 | Vienne |

## Ouvrages
- (de) Gudrun Pflüger, Wolfspirit - Meine Geschichte von Wölfen und Wundern, Düsseldorf, Patmos, 2012  (ISBN 978-3-8436-0141-2)